# سيانيد البوتاسيوم
سيانيد البوتاسيوم هو مركب لاعضوي يحمل الصيغة KCN، ويوجد على شكل مركب بلوري صلب أبيض اللون.
يعد المركب ذي سمية مرتفعة، ويستخدمه علماء الحشرات بشكل واسع في القضاء على الحشرات بوضعه داخل جرات وأوعيه خاصة.

## التحضير
يحضر المركب من تفاعل تعادل بين حمض السيانيك مع هيدروكسيد البوتاسيوم (البوتاس الكاوي):
{\displaystyle \mathrm {HCN+KOH\longrightarrow KCN+H_{2}O} }
للحصول على البلورات ينبغي التقطير تحت الفراغ.
قبل تطوير عملية كاستنر في بداية القرن العشرين كان سيانيد البوتاسيوم أكثر المصادر أهمية للحصول على سيانيدات الفلزات القلوية. في هذه العملية التاريخية ينتج البوتاسيوم من تفكك فيروسيانيد البوتاسيوم:
{\displaystyle {\ce {K4[Fe(CN)6] -> 4 KCN + FeC2 + N2}}}

## الخواص
يوجد المركب في الشروط القياسية على شكل بلورات صلبة بيضاء اللون، ذات انحلالية جيدة جداً في الماء، لكنه ينحل بشكل ضعيف في الإيثانول.

## الاستخدامات
يستخدم سيانيد البوتاسيوم إلى جانب سيانيد الصوديوم بشكل واسع في الاصطناع العضوي لتحضير النتريلات والأحماض الكربوكسيلية.
يستخدم المركب أيضاً في تحضير ثنائي سيانوذهبات البوتاسيوم المستخدم في تعدين الذهب.

## وصلات خارجية
- International Chemical Safety Card 0671
- Hydrogen cyanide and cyanides (CICAD 61)
- National Pollutant Inventory - Cyanide compounds fact sheet
- NIOSH Pocket Guide to Chemical Hazards
- European Chemicals Bureau
- CSST (Canada)
- NIST Standard Reference Database
- Institut national de recherche et de sécurité (1997). "Cyanure de sodium. Cyanure de potassium". Fiche toxicologique n° 111, Paris:INRS, 6pp. (PDF file, in French)